# The Greatest Bits: B-Sides & Rarities
The Greatest Bits: B-Sides & Rarities —en español: Los no tan grandes éxitos: caras b y rarezas— es el tercer álbum recopilatorio de la banda británica de pop rock McFly, tras Just My Luck y All the Greatest Hits. Salió a la venta el 3 de diciembre de 2007 y está compuesto por b-sides y versiones de los sencillos de la banda en el Reino Unido, donde el álbum alcanzó el puesto nº83. El disco sólo estuvo disponible en la antigua cadena de tiendas Woolworths del Reino Unido durante un breve periodo de tiempo.

## Contenido
- Mr Brightside es una versión de The Killers, grabada en al actuación de la banda en el estudio de BBC Radio 1 Live Lounge. Dougie Poynter es la voz principal. Fue incluida anteriormente en el single «I Wanna Hold You».
- Lola fue una canción perteneciente a la cara B del sencillo «5 colours in her hair», escrita por Ray Davies y con la colaboración de Busted.
- She Loves You es una cover de la famosa canción de Los Beatles y aparece también en el single de «That Girl».
- No Worries es una canción que no entró en Wonderland, pero apareció en el sencillo de «I'll be ok».
- Help! es otra versión de los Beatles que fue cara b en el sencillo «Obviously», el cual llegó al número 1 en las listas británicas.
- Crazy Little Thing Called Love es una versión de Queen, perteneciente al sencillo «Room on the 3rd Floor».
- Santa Claus Is Coming to Town fue grabada después de la actuación de la banda en The Paul O'Grady Show en 2007.
- The Guy Who Turned Her Down fue una cara B en el CD2 del sencillo «5 colours in her hair».
- Umbrella es una versión de Rihanna que la banda tocó por primera vez en su Greatest Hits Tour y cuyo sonido fue grabado e incluido dentro del single «The Heart Never Lies», producido por Danny Jones.
- Pinball Wizard una versión de The Who, con quien la banda colaboró en 2005 en «My Generation». Se incluyó una versión de estudio en «I'll be ok» ,pero la de este disco es una versión grabada en directo.
- Deck the Halls fue una cara B de «Room on the 3rd Floor», con Dougie Poynter como voz principal.
- Fight For Your Right es una versión de Beastie Boys, tocada y grabada por primera vez en el Motion In The Ocean Tour para luego ser incluida como cara b del single «Baby's Coming Back/Transylvania»

## Lista de canciones
| The Greatest Bits: B-Sides & Rarities |                                                                    |                                                    |          |  |
| N.º                                   | Título                                                             | Escritor(es)                                       | Duración |  |
| 1.                                    | «Mr. Brightside»                                                   | Brandon Flowers, Dave Keuning                      | 3:38     |  |
| 2.                                    | «Lola» (feat Busted)                                               | Ray Davies                                         | 4:06     |  |
| 3.                                    | «She Loves You»                                                    | John Lennon, Paul McCartney                        | 2:27     |  |
| 4.                                    | «No Worries»                                                       | Tom Fletcher, James Bourne, Charlie Simpson        | 3:54     |  |
| 5.                                    | «Help!»                                                            | John Lennon, Paul McCartney                        | 2:22     |  |
| 6.                                    | «Crazy Little Thing Called Love»                                   | Freddie Mercury                                    | 2:31     |  |
| 7.                                    | «Santa Claus Is Coming To Town»                                    | J. Fred Coots, Haven Gillespie                     | 2:19     |  |
| 8.                                    | «The Guy Who Turned Her Down»                                      | McFly                                              | 3:55     |  |
| 9.                                    | «Umbrella»                                                         | Jay-Z, Kuk Harrell, The Dream, Christopher Stewart | 4:05     |  |
| 10.                                   | «Pinball Wizard» (En directo en Mánchester)                        | Pete Townshend                                     | 2:59     |  |
| 11.                                   | «Deck The Halls»                                                   | John Parry Ddall                                   | 1:35     |  |
| 12.                                   | «Fight For Your Right» (En directo en el Motion in the Ocean Tour) | Beastie Boys, Rick Rubin                           | 3:29     |  |
| 37:54                                 |                                                                    |                                                    |          |  |

## Posicionamiento en las listas de ventas
| Lista de ventas | Posición más alta |
| --------------- | ----------------- |
| UK Albums Chart | 83                |